# Rosularia serpentinica
Rosularia serpentinica là một loài thực vật có hoa trong họ Crassulaceae. Loài này được (Werdermann) Muirhead miêu tả khoa học đầu tiên năm 1972.